# Wighard Härdtl

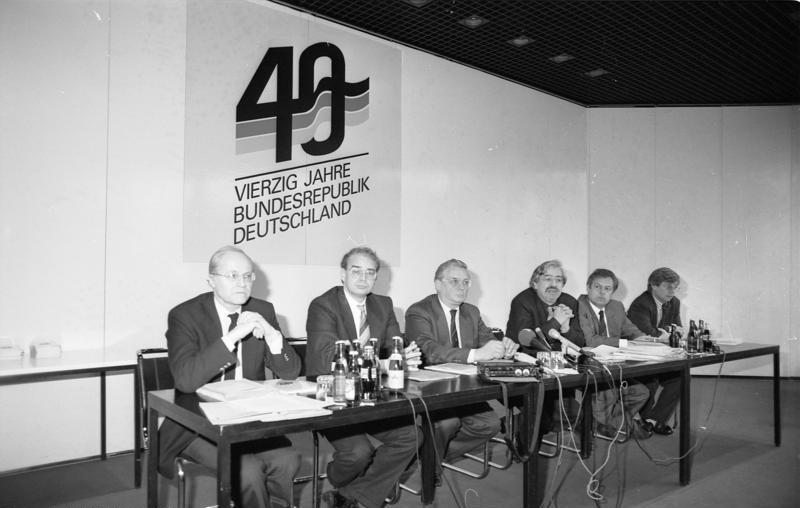
Zweiter von links: Wighard Härdtl

Wighard Härdtl (* 31. März 1943 in Tetschen-Bodenbach) ist ein deutscher Politiker (CDU) und Regierungsbeamter. Er war von 1992 bis 1998 beamteter Staatssekretär und Oberst d. R. der Bundeswehr bis 2003.

## Leben
Aufgewachsen ist Härdtl als Sohn eines Biologen in Magdeburg und Berlin-Pankow in der DDR. Nach der Flucht in die Bundesrepublik Deutschland und dem Abitur 1964 in Mainz studierte er an der Johannes Gutenberg-Universität Mainz Geschichte und Politikwissenschaften. Seit 1964 ist er Mitglied der katholischen Studentenverbindung K.D.St.V. Rhenania-Moguntia Mainz. Ab 1965 studierte er an der Freien Universität Berlin, wo er 1969 mit Diplom in Politologie abschloss. Als Student engagierte sich Härdtl beim Ring Christlich-Demokratischer Studenten (RCDS), deren Berliner Landesvorsitzender er wurde. 1967 bis 1968 war Härdtl Mitglied der sogenannten Gruppe „schwarze Achtundsechziger“ bzw. K-Gruppe. 1967 schloss er sich der CDU an.
Seine Berufslaufbahn begann Härdtl 1969 als Referent für die Bundeszentrale für politische Bildung im Bereich der Erwachsenenbildung. 1972 wurde Härdtl persönlicher Referent des damaligen stellvertretenden Vorsitzenden der CDU/CSU-Bundestagsfraktion, Manfred Wörner. Weitere Stationen seiner Karriere sind:
- Fachreferent der CSU-Landesgruppe im Bundestag für Bildung, Forschung und Medien
- Büroleiter von Friedrich Zimmermann[4][5][6]
- Abteilungsleiter im Bundesministerium des Innern nach dem Regierungswechsel 1982 unter Innenminister Friedrich Zimmermann, bis dieser 1989 ins Verkehrsministerium wechselte
- als Abteilungsleiter im Innenministerium unter Wolfgang Schäuble war er Leiter der ministeriumsinternen[7] Arbeitsgruppe Deutsche Einheit[8]
- Anfang 1992 bis 1998 beamteter Staatssekretär im Ressort Entwicklungshilfe des heutigen Bundesministeriums für wirtschaftliche Zusammenarbeit und Entwicklung unter Minister Carl-Dieter Spranger

Härdtl war nach seiner beruflichen Karriere Repräsentant des RAG-Konzerns in Berlin (1999–2005) und geschäftsführender Vorstand der Stiftung Internationale Begegnung der Sparkasse in Bonn (2005–2010).
Härdtls Frau Doris arbeitete bei der Konrad-Adenauer-Stiftung.